# Buddhizmus Luxemburgban
A buddhizmus Luxemburgban kisebbségi vallásnak számít. Az első buddhista közösséget az 1990-es években alapította meg Luxemburgban a tibeti buddhista nyingma iskola, illetve ezzel egy időben jelentek meg zen buddhista központok is.

## Története
Luxemburgban az első buddhista központot (Luxemburgi Dzogcsen Központ, franciául: Dzogchen Centre Luxembourg) 1999-ban alapította a rue des Trévires-en hat világi buddhista indíttatására, akik a tibeti buddhizmus hagyományait követték. A tibeti buddhista kultúra napi szintű gyakorlása mellett konferenciákat és egyéb tudományos összejöveteleket tartottak, például buddhista pszichológia és reiki témakörökben. Más vallásokra is nyitott módon, azonban főleg spirituális témákban, különböző rendszerességgel. 2000-ben ezt a központot átköltöztették a Limperstberg negyedbe, majd vidékre.
Egy másik központ is létesült 2000-ben egy bruxelles-i láma támogatásával: a Howald-ban tartózkodó Dzogchen Chedrup Darjé Ling.
Egy zen gyakorlóközpont nyílt Luxembourg-ville közelében.

## Tibeti központ
A tibeti kultúra megismerésének elősegítése érdekében Luxemburgban a Tibeti Kulturális Központ (Center Culturel Tibétain) rendszeres kurzusokat szervez a buddhista filozófiáról, a meditáció gyakorlásáról és a tibeti nyelvről. A rendszeres órák mellett a Tibeti Kulturális Központ az évek során számos olyan eseménynek adott otthont, amelyek a tibeti kultúra különböző aspektusait emelték ki. Külön meg kell említeni a tibeti gyógyászatról és asztrológiáról szóló előadásokat, a tibeti buddhizmus különböző iskoláihoz tartozó lámák tanításait, a tibeti történelemről és vallásról szóló előadásokat, Miss Tibet előadását, zenei előadásokat és tibeti táncot.
Láma Jigmé Namgyal rendszeresen részt vesz a vallások közötti párbeszédben, és találkozott középiskolásokkal is, válaszolt kérdéseikre, és ösztönzi őket a filozófiai vita művészetére.

## Külső hivatkozások
- https://meditation-zen.org/fr/meditation-luxembourg  A zen központ hivatalos oldala
- http://www.sgi-lux.org/joomla/index.html A luxemburgi soka gakkai hivatalos oldala